# Зазен
Зазен (кинески: зуо-чан) је седећа медитација која се упражњава у зен будизму.
Изводи се у одређеном седећем положају, уз равномеран ритам дисања и у опуштеном и неактивном стању духа. Ум се једноставно задржава у садашњем тренутку, будан и свестан. Тело се држи усправно, прекрштених ногу, суспрегнутог даха, док је ум ослобођен било каквих приањања, жеља, појмова и судова. Циљ зазена је достизање саторија.
Доген је свео будизам на практиковање зазена или „седеће медитације“, где се свесни ток садржаја ума посматра без заустављања на било ком појединачном предмету, све док се не смири и не сабере, не доживљавајући више никакво уплитање. У овом стању је могуће доживети пробуђење.